# تأمين الفيضان
تأمين الفيضان يعني شمول التأمين لتعويض خسائر الممتلكات الناجمة عن الفيضانات. لتحديد عوامل الخطر لممتلكات معينة تعتمد شركات التأمين إلى الخرائط الطبغرافية التي توضح الأراضي المنخفضة والسهول الفيضية وغيرها من المناطق المعرضة للفيضانات.